# Joves Europeus Federalistes
Els Joves Europeus Federalistes o Joventut Europea Federalista (en anglès: Young European Federalists, en francès: Jeunes Européens Fédéralistes, sovint coneguts per les seves sigles JEF), són una organització política de joves pertanyents a països europeus. Fou fundada el 1972 i el seu objectiu és promoure la integració i la cooperació per reforçar la democratització de la Unió Europea sota la forma d'un estat federal.
JEF és una de les organitzacions pertanyents al Moviment Europeu i la Unió de Federalistes Europeus. Compta amb el suport de la Comissió Europea i del Consell d'Europa.
Els Joves Europeus Federalistes agrupen més de 15.000 membres i s'estructuren en 31 seccions nacionals subdividides en grups locals i regionals. L'organització a nivell europeu s'encarrega d'organitzar activitats arreu de la Unió i coordinar els diferents grups locals.
Entre els seus membres hi ha hagut eurodiputats, com ara Monica Frassoni (que fou secretària general de JEF), Richard Corbett (president des del 1979 fins al 1981) o Jo Leinen (que també en fou president).

## Objectius
Segons els seus estatuts, JEF és una organització no governamental europea no partidista. El seu objectiu és una Europa unida sota una estructura federal. L'eix del seu programa polític és la demanda d'una constitució federal per la Unió Europea, l'element central de la qual seria un parlament de dues cambres (una d'elles elegida directament pels ciutadans i l'altra constituïda com a cambra de representació dels estats membres).
Un altre element important és la demanda d'una política exterior unificada, així com una política de seguretat comuna per la Unió Europea. JEF proposa una reforma integral de la UE cap a una major democràcia, participació, transparència, eficiència i sostenibilitat. A més dels seus objectius polítics, l'organització tracta en particular per promoure una consciència europea entre els joves i fomentar l'activisme cívic.

## Història
JEF es va establir com a organització i secció jove de la UEF arran de la celebració del seu primer congrés europeu, que tingué lloc els dies 24 i 25 de març de 1972 a Luxemburg. Durant els seus primers anys d'activitat l'organització es va anar establint a diversos estats europeus tant dins com fora de la llavors CEE, disposant en un principi de grups considerables a Noruega, Alemanya Occidental, el Regne Unit i Àustria. A finals de la dècada de 1970, JEF ja es trobava implantada a una desena de països.

## JEF als Països Catalans
JEF és present a Catalunya (des de l'any 1979), al País Valencià (des del 2013) i a les Illes Balears (des del 2014). Entre 1979 i 1983, JEF Catalunya va actuar com a secció nacional de JEF a l'estat espanyol abans de l'estructuració de JEF Espanya, que fou admesa com a secció a la reunió del Comitè Federal de JEF celebrada el febrer de 1984 a Estrasburg.

## JEF Europa
JEF Europa és la plataforna a nivell europeu sobre la qual s'estructura la xarxa de JEF, registrada com a organització internacional sense ànim de lucre (ZGW/AISBL) sota la legislació belga i amb seu a Brussel·les.

### El Congrés Europeu (EUCO)
Es el màxim òrgan decisori de l'organització i es reuneix cada dos anys. Està format per 100 delegats que son elegits per cada organització estatal de JEF, que disposa d'una sèrie de delegats assignats en funció del nombre de membres de cada associació. El congrés té encomanades, entre d'altres, la tasca d'elegir l'òrgan directiu i els membres electes del Comitè Federal.
En les 5 dècades d'existència de JEF, els congressos s'han celebrat a les següents ciutats:
- 1972: Ciutat de Luxemburg (congrés fundacional) (Luxemburg)
- 1974: Ciutat de Luxemburg (Luxemburg)
- 1975: Innsbruck (Àustria)
- 1977: Berlín (Alemanya Occidental)
- 1979: Sundvollen (Noruega)
- 1981: Milà (Itàlia)
- 1983: La Haia (Països Baixos)
- 1985: Berlín (Alemanya Occidental)
- 1987: Canterbury (Regne Unit)
- 1989: Opheylissem (Bèlgica)
- 1991: Hurdalsjøen (Noruega)
- 1992: Vejle (extraordinari) (Dinamarca)
- 1993: Múnic (Alemanya)
- 1995: Milà (Itàlia)
- 1998: La Haia (Països Baixos)
- 2000: Marly-le-Roi (França)
- 2001: Viena (Àustria)
- 2005: Estrasburg (França)
- 2007: Copenhaguen (Dinamarca)
- 2009: Florència (Itàlia)
- 2011: Hèlsinki (Finlàndia)
- 2013: Paris (França)
- 2015: Zúric (Suïssa)
- 2017: La Valletta (Malta)
- 2019: Paris (França)
- 2021: Lieja (Bèlgica)
- 2023: Madrid (Espanya)

### Comitè Federal (FC)
El Comitè Federal (en anglès: Federal Committee) és el principal òrgan de direcció de JEF Europa entre els congressos. A dia d'avui està format per 16 representants elegits al congrés europeu i 1 representant designat per cada associació estatal. Els integrants de l'òrgan executiu també participen a les reunions del Comitè Federal amb veu però sense vot. El FC està encapçalat per un Presidi format per tres dels membres electes. Entre les seves tasques es troba la de supervisar l'activitat de la Junta Executiva.

### Junta Executiva (EB)
La Junta Executiva(en anglès: Executive Board) és l'òrgan executiu. Està formada per un president, dos vicepresidents, un tresorer, quatre vocals i el secretari general. Aquest òrgan s'encarrega de la gestió diària de l'organització i d'implementar les resolucions adoptades per l'EUCO i el FC.

### Llista de presidents
- 1972 - 1974: Peter Osten
- 1974 - 1975: Julian Priestley
- 1975 - 1977: Flor van de Velde
- 1977 - 1978: Jean Jacques Anglade
- 1979 - 1981: Richard Corbett
- 1981 - 1983: David Grace
- 1983 - 1985: Franco Spoltore
- 1985 - 1987: Manfred Auster
- 1987 - 1989: Lars Erik Nordgaard
- 1989 - 1991: Giannis Papageorgiou
- 1991 - 1993: Stephen Woodard
- 1993 - 1995: Tor Eigil Hodne
- 1995 - 1997: Ugo Ferruta
- 1997 - 1999: Philip Savelkoul
- 1999 - 2001: Paolo Vacca
- 2001 - 2003: Alison Weston
- 2003 - 2005: Jon Worth
- 2005 - 2007: Jan Seifert
- 2007 - 2009: Samuele Pii
- 2009 - 2011 Philippe Adriaenssens
- 2011 - 2015: Pauline Gessant
- 2015 - 2019: Christopher Glück
- 2019 - 2021: Leonie Martin
- 2021 - 2023: Antonio Argenziano
- 2023 - actualitat: Christelle Savall